# Абриола
Абриола (итал. Abriola) је насеље у Италији у округу Потенца, региону Базиликата.
Према процени из 2011. у насељу је живело 1210 становника. Насеље се налази на надморској висини од 944 м.

## Становништво
Према резултатима пописа становништва 2011. у општини је живело 1.571 становника.
| 1931. | 1936. | 1951. | 1961. | 1971. | 1981. | 1991. | 2001. | 2011. |
| ----- | ----- | ----- | ----- | ----- | ----- | ----- | ----- | ----- |
| 2.816 | 2.902 | 3.147 | 3.244 | 2.608 | 2.360 | 2.061 | 1.808 | 1.571 |